# Gustaf von Otter
Gustaf von Otter, född den 1 maj 1775 i släkten von Otter, död den 19 mars 1820 i Stockholm, var en svensk militär. 
Fadern bestämde tidigt sin son för den militära banan och förskaffade honom 1782 en fänriksfullmakt vid Björneborgs regemente. Den unge von Otter avancerade sedan i tur, så att han vid utbrottet av 1808 års krig var sekundmajor vid Adlercreutzska regementet. Med detta deltog han i de flesta under fälttåget förefallande drabbningarna och utmärkte sig för stor tapperhet. Av en händelse befann han sig den 13 mars 1809 i Stockholm och var en av dem, som medföljde general Adlercreutz på slottet, varigenom han kan sägas i sin mån ha medverkat till samma års märkvärdiga statsvälvning. Kort därefter (1809) utnämndes han till överste i armén och överstelöjtnant vid Västmanlands regemente. Han blev 1812 kabinettskammarherre samt två år senare generalmajor och chef för andra brigaden.
Gustaf von Otter var son till Sebastian von Otter och bror till Carl von Otter. Det finns en minnestavla över Gustaf von Otter 1775-1820 och Fröken Maria Conradi 1791-1815 i Maria Magdalena kyrka på Södermalm i Stockholm.